# Порівняльно-географічний метод у дослідженні ґрунтів
Порівняльно-географічний метод ґрунтується на порівнянні ґрунтів і відповідних факторів ґрунтоутворення в їх історичному розвитку й просторовому поширенні в різних ландшафтах.